# ヴィンテージ
ヴィンテージまたはビンテージ（英: vintage）とは、ワインにおいて、ぶどうの収穫から醸造を経て、瓶詰めされるまでの工程を表す言葉である。語源はフランス語の"vendange"で、さらに遡ればラテン語の「ぶどうを収穫する」という意味からきている。
ワインに使われているぶどうの収穫年の記載のこともヴィンテージと呼ばれる（異なった収穫年の物を混合していたり、国や地域の規則で収穫年を表示出来ないなどの理由で、収穫年が記載されていない物は「ノンヴィンテージ」と呼ばれる）。英語の"vintage"は、「～の頃」、「時代」などを意味し、"a clock of ancient vintage（古い時代の時計）"などの使い方をする。
フランスのアペラシオン・ドリジーヌ・コントロレでは同一年に一定の区域から収穫されたぶどうのみを使って醸造されるワインにのみ収穫年（ヴィンテージ）表記が許される。
当たり年のワインは「ヴィンテージ・ワイン」と呼ばれ、高級ワインの代名詞である。転じて、名品や、年代物の楽器・オーディオ製品・カメラ・衣料品・自動車などの古い希少品の意味に用いられている。英語圏には「ヴィンテージ」のつく商標や商品が多数あり、年代物の名品風の意匠や古い設計を採用する、古い感じの動作を再現するといった方向性として使われる。そこからさらに転じて、単に古い物をヴィンテージとする用法がある。Appleは製品販売終了から5～7年の製品を「ヴィンテージ製品」としてソフトウェアの問題対策は行うが、ハードウェアは補修部品の在庫があれば修理するとしている。

## 概要
ヴィンテージとは、前述のように元来はぶどうの収穫を指し、ぶどうを醸造してワインにする年号、そして車両やジーンズ、ギターなどに対してある特定の年代の事を指す言葉である。
「ヴィンテージ」の語源の一つとして "vine" がある。これは、つる植物を意味し、その多くはぶどうを指す。例えば "grapevine" はぶどうの木を指すが、ぶどう園の事を "vinery" あるいは "vineyard" と呼ぶ。また、ワインと関連する酢も英語で "vinegar" と書きフランス語で酢を意味する "vinaigre" も単に語源は "vin aigre（酸っぱいワイン）" という意味から分かるように "vine" はぶどうに大きく関係している言葉である。（※：ちなみにワインも "wine" である。）これらの事からぶどうの収穫が質・量共に良かった時代の年を "vintage" として「特定の年に作られた良いもの」という意味で使用された。さらに意味が派生してワインを含め、車やジーンズ、ギターなどある特定の年の「よき時代」に生産された物が長い年月を掛けて現在にも残る「年代物」といった意味で使用される言葉である。例えば、乗用車における "vintage car" は、1910年代後半（1916年から、または1919年から。文献によって違いあり）より1930年までに生産された自動車を指し、自動車愛好家にとって「特定の年に作られた良いもの = ヴィンテージカー」という認識が存在しているからだと考えられる。
「年代物の逸品」という解釈は間違っていないが「特定の年に作られた良いもの」という非常に限られた範囲の指標を持つ意味である事が、ヴィンテージという言葉の意味で特筆とされる部分であろう。

## ヴィンテージ・チャート
ヴィンテージチャートとは、ワインの品質を生産地区、生産された年によって評価した一覧表。製作者によって､評価方法は違うが大まかな評価は似通っている。あくまでも､地区を評価したものなので､ワインの生産者によっては当てはまらないこともある。

## ヴィンテージ・シャンパーニュ
シャンパーニュ（シャンペン）には、ヴィンテージのないものが多い。シャンパーニュ地方は、フランスのぶどう栽培地域ではもっとも北に位置し、よいワインができず、苦肉の策としてシャンペンが考案されたと言われている。年によるぶどうの品質の差が大きく、複数の年号のワインをブレンドして作るのが普通だからである。
しかし、当たり年の同一年産のみで作られたものも作られ、ヴィンテージ・シャンパーニュとして売り出される。一般に、ノン・ヴィンテージのものに比べ、2倍以上の価格のものが多い。有名なドン・ペリニョンも、ヴィンテージシャンペンの一つである。

## 派生語
名品・一級品を示す用語。ジーンズなどの古着やヴァイオリンをはじめとする楽器に用いられるようになり一般化した。現在ではその使用範囲はきわめて広く、家具や日本酒などにもヴィンテージと呼ばれるものが存在する。